# Raymond B. Manning
Raymond Brendan Manning (* 11. Oktober 1934 in Brooklyn, New York City; † 18. Januar 2000 in Arlington, Virginia) war ein amerikanischer Zoologe und Taxonom.

## Leben
Raymond B. Manning wurde am 11. Oktober 1934 in Brooklyn geboren. Kurz nach seiner Geburt zog seine Mutter, Elizabeth Smith, mit ihm nach Haiti. Während des Zweiten Weltkrieges wohnten sie in Bethesda, Maryland, siedelten jedoch nach dem Ende desselben wieder nach Haiti in das Haus seines Stiefvaters, Franklin Brown Manning, in Port-au-Prince um. Im Alter von zwölf Jahren wurde er auf das Internat St. Leo in Tempa, Florida geschickt.
Von 1952 bis 1954 besuchte er die University of Florida in Gainesville und erlangte seinen Bachelor of Science in Zoologie (1956), seinen Master of Science in Meeresbiologie (1959) und seinen Ph.D. in Meeresbiologie (1963) an der University of Miami und wurde direkt danach als Associate Curator am Smithsonian Institution angestellt. 1967 wurde er Chairman des Departments of Invertebrate Zoology des National Museum of Natural History. Er war Dozent an der University of Maryland, der George Washington University und der University of Miami.
Er war 1979 Gründungsmitglied der Crustacean Society und von 1981 bis 1983 Präsident derselben. Ebenfalls war er Mitglied im Cosmos Club. Außerdem sammelte er über 50.000 Exemplare von Zehnfußkrebsen (Decapoda) und Fangschreckenkrebsen (Stomatopoda) für das National Museum of Natural History und andere Institutionen.
Raymond B. Manning war seit 1957 mit Lilly King (1935–2010) verheiratet, die viele seiner Veröffentlichungen illustrierte. Er benannte ihr zu Ehren zwei Arten: Platysquilloides lillyae und Viridotheres lillyae. Sie hatten zusammen eine Tochter. Bis zu seinem Tod am 18. Januar 2000 im Arlington Hospital lebte er mit seiner Frau zusammen in Vienna, Virginia.

## Werke (Auswahl)
Innerhalb von vier Dekaden seiner Schaffenszeit veröffentlichte er 282 wissenschaftliche Publikation und beschrieb darin 279 Arten, 138 Gattungen, 5 Unterfamilien, 19 Familien und 3 Überfamilien.
- Raymond B. Manning, Lipke Bijdeley Holthuis: West African Brachyuran Crabs (Crustacea: Decapoda) (= Smithsonian Contributions to Zoology. Nr. 306). Smithsonian Institution Press, City of Washington 1981 (379 S.).
- Lipke Bijdeley Holthuis, Raymond B. Manning: Crabs of the Subfamily Dorippinae Macleay, 1838, from the Indo-West Pacific Region (Crustacea: Decapoda: Dorippidae) (= Researches on Crustacea. Special No. 3). The Carcinological Society of Japan, Kumamoto, Japan 1990 (151 S.).
- Stomatopod Crustacea of Vietnam. The Legacy of Raoul Serène (= Crustacean Research. Special No. 4). The Carcinological Society of Japan, Kumamoto, Japan 1995 (339 S.).

## Ehrungen
Am 29. Mai 1999 wurde ihm der „The Crustacean Society’s Excellence in Research Award“ der Crustacean Society in Anerkennung seiner Leistungen der letzten 40 Jahre verliehen. Zusätzlich wurden zahlreichen Gattungen und Arten ihm zu Ehren benannt:
- Acanthosquilla manningi
- Acoridon manningi
- Alain raymondi
- Arcotheres rayi
- Calaxiopsis manningi
- Calaxius manningi
- Cambarus manningi
- Chaceon manningi
- Cinetorhynchus manningi
- Cyclodorippe manningi
- Eumanningia
- Eumanningia pliarthron
- Eunephrops manningi
- Grynaminna
- Holothuria mannigi
- Idanthyrsus manningi
- Latreillia manningi
- Lepidophthalmus manningi
- Leuconopsis manningi
- Lithodes manningi
- Lysiosquilla manningi
- Manningia raymondi
- Manningia
- Manningiana
- Manningis
- Metapenaeopsis manningi
- Microprosthema manningi
- Nannosquilla raymanningi
- Nanogalathea raymondi
- Naushonia manningi
- Neocallichirus manningi
- Neonesidea manningi
- Oratosquillina manningi
- Oxyrhynchaxius manningi
- Paralomis manningi
- Pontonia manningi
- Raninella manningi
- Raylilia
- Raymanninus
- Raymunida
- Raysquilla manningi
- Raysquilla
- Raytheres
- Sergia manningorum
- Thor manningi
- Trizocheles manningi
- Typton manningi
- Uroptychus raymondi